# Sant'Omero
Sant'Omero är en ort och kommun i provinsen Teramo i regionen Abruzzo i Italien. Kommunen hade 5 309 invånare (2018).